# Vladimir Dmitrievitch Kouznetsov
Pour les articles homonymes, voir Vladimir Kouznetsov et Kouznetsov.
Vladimir Dmitrievitch Kouznetsov (en russe : Владимир Дмитриевич Кузнецов), né le 12 mai 1887 à Miass, en Russie, et mort le 13 octobre 1963 à Tomsk, est un physicien et professeur soviétique et russe, membre de l'Académie des sciences d'URSS et récipiendaire de trois ordres de Lénine. Il reçoit le titre de scientifique émérite de la RSFSR en 1934 ; il est lauréat du Prix Staline en 1942 et devient héros du travail socialiste en 1957.

## Biographie
Vladimir Kouznetsov achève ses études à l'université de Saint-Pétersbourg en 1910. En 1911, il devient professeur à l'Institut de technologie de Tomsk puis enseigne à partir de 1917 à l'université de Tomsk. En 1929, il fonde l'Institut physico-technique de Sibérie.
Ses travaux sont consacrés à l'étude des propriétés des corps solides et des phénomènes, comme l'étude de l'énergie de surface, l'étude de la dureté et des autres propriétés du cristal, etc.